# Kersten Bijleveld
Kersten Jacob Bijleveld (Middelburg, 15 juni 1963) is een Nederlands predikant en theoloog. Hij is sinds de oprichting in 2004 van de voortgezette Gereformeerde Kerken in Nederland voorzitter van de synode.

## Leven en werk
Bijleveld groeide op in de Friese plaats Harlingen. Hij studeerde theologie aan de Theologische Universiteit Apeldoorn. In 1993 werd hij predikant in de gereformeerde kerk van Munnekezijl en Kommerzijl. In 1998 werd hij predikant van Garderen. In 2004 ging deze gemeente niet mee met de fusie van de Gereformeerde Kerken in Nederland met de Nederlandse Hervormde Kerk en de Evangelisch-Lutherse Kerk tot de Protestantse Kerk in Nederland. Samen met enkele andere gemeenten vormde zij de voortgezette Gereformeerde Kerken in Nederland. In 2006 werd Bijleveld predikant van de gemeente Boornbergum-Kortehemmen. Hij is vanaf het begin voorzitter van de synode van de voortgezette Gereformeerde Kerken in Nederland. Ook is hij lid van het Confessioneel Gereformeerd Beraad.